# You Can't Do That on Stage Anymore, Vol. 5
You Can't Do That on Stage Anymore, Vol. 5 dvostruki je uživo album na CD-u, američkog glazbenika Frank Zappe, koji izlazi u lipnju 1992.g. Na prvom disku nalazi se materijal sniman s njegovim sastavom The Mothers of Invention iz vremena 1965. – 1969., dok drugi disk sadrži materijal s ljetne turneje po Europi iz 1982.g.

## Popis pjesama
Sve pjesme napisao je Frank Zappa, osim koje su drugačije naznačene.

### Disk 1
1. "The Downtown Talent Scout" – 4:01
2. "Charles Ives" – 4:37
3. "Here Lies Love" (Martin, Dobard) – 2:44
4. "Piano/Drum Duet" – 1:57
5. "Mozart Ballet"  (Zappa, Wolfgang Amadeus Mozart) – 4:05
6. "Chocolate Halvah"  (Lowell George, Roy Estrada, Zappa) – 3:25
7. "JCB & Kansas on the Bus #1"  (Kanzus, Black, Kunc, Barber) – 1:03
8. "Run Home Slow: Main Title Theme" – 1:16
9. "The Little March" – 1:20
10. "Right There" (Estrada, Zappa) – 5:10
11. "Where Is Johnny Velvet?" – 0:48
12. "Return of the Hunch-Back Duke" – 1:44
13. "Trouble Every Day" – 4:06
14. "Proto-Minimalism" – 1:41
15. "JCB & Kansas on the Bus #2" (Kanzus, Black, Kunc, Barber) – 1:06
16. "My Head?" (MOI) – 1:22
17. "Meow" – 1:23
18. "Baked-Bean Boogie" – 3:26
19. "Where's Our Equipment?" – 2:29
20. "FZ/JCB Drum Duet" – 4:26
21. "No Waiting for the Peanuts to Dissolve" – 4:45
22. "A Game of Cards"  (Zappa, Motorhead Sherwood, Art Tripp, Ian Underwood) – 0:44
23. "Underground Freak-Out Music" – 3:51
24. "German Lunch" (MOI) – 6:43
25. "My Guitar Wants to Kill Your Mama" – 2:11

### Disk 2
1. "Easy Meat" – 7:38
2. "The Dead Girls of London" (Zappa, L. Shankar) – 2:29
3. "Shall We Take Ourselves Seriously?" – 1:44
4. "What's New in Baltimore?" – 5:03
5. "Moggio" – 2:29
6. "Dancin' Fool" – 3:12
7. "RDNZL" – 7:58
8. "Advance Romance" – 7:01
9. "City of Tiny Lites" – 10:38
10. "A Pound for a Brown on the Bus" – 8:38
11. "Doreen" – 1:58
12. "Black Page, No. 2" – 9:56
13. "Geneva Farewell" – 1:38

## Izvođači
- Frank Zappa – Dirigent, Gitara, Lirika, Remix, Producent, Glavni izvođač, Zabilješke, Vokal
- Dick Kunc – Vokal, Glas, Projekcija
- Kanzus J. Kanzus – Vokal, Glas
- Dick Barber – vokal, glas, zvučni efekti
- Lowell George – gitara, vokal
- Ray White – gitara, vokal
- Steve Vai – gitara
- Elliot Ingber – gitara
- Roy Estrada – bas-gitara, vokal
- Scott Thunes – bas-gitara
- Tommy Mars – klavijature, vokal
- Don Preston – elektronika, klavijature
- Bunk Gardner – tenor saksofon, truba
- Motorhead Sherwood – bariton saksofon, vokal
- Bobby Martin – saksofon, vokal, klavijature
- Ian Underwood – klarinet, alt saksofon, električni klavir, klavir
- Billy Mundi – bubnjevi
- Art Tripp – bubnjevi
- Chad Wackerman – bubnjevi
- Jimmy Carl Black – bubnjevi, vokal, glas
- Ed Mann – udaraljke
- Ray Collins – dajre
- Noel Redding – plesač
- John Judnich – projekcija
- Bob Stone – remix

## Vanjske poveznice
- Informacije na Lyricsu
- Detalji o izlasku albuma